# Església Parroquial de Sant Joan de Mollet
Església Parroquial de Sant Joan de Mollet és una església neoclàssica de Sant Joan de Mollet (Gironès) inclosa a l'Inventari del Patrimoni Arquitectònic de Catalunya.

## Descripció

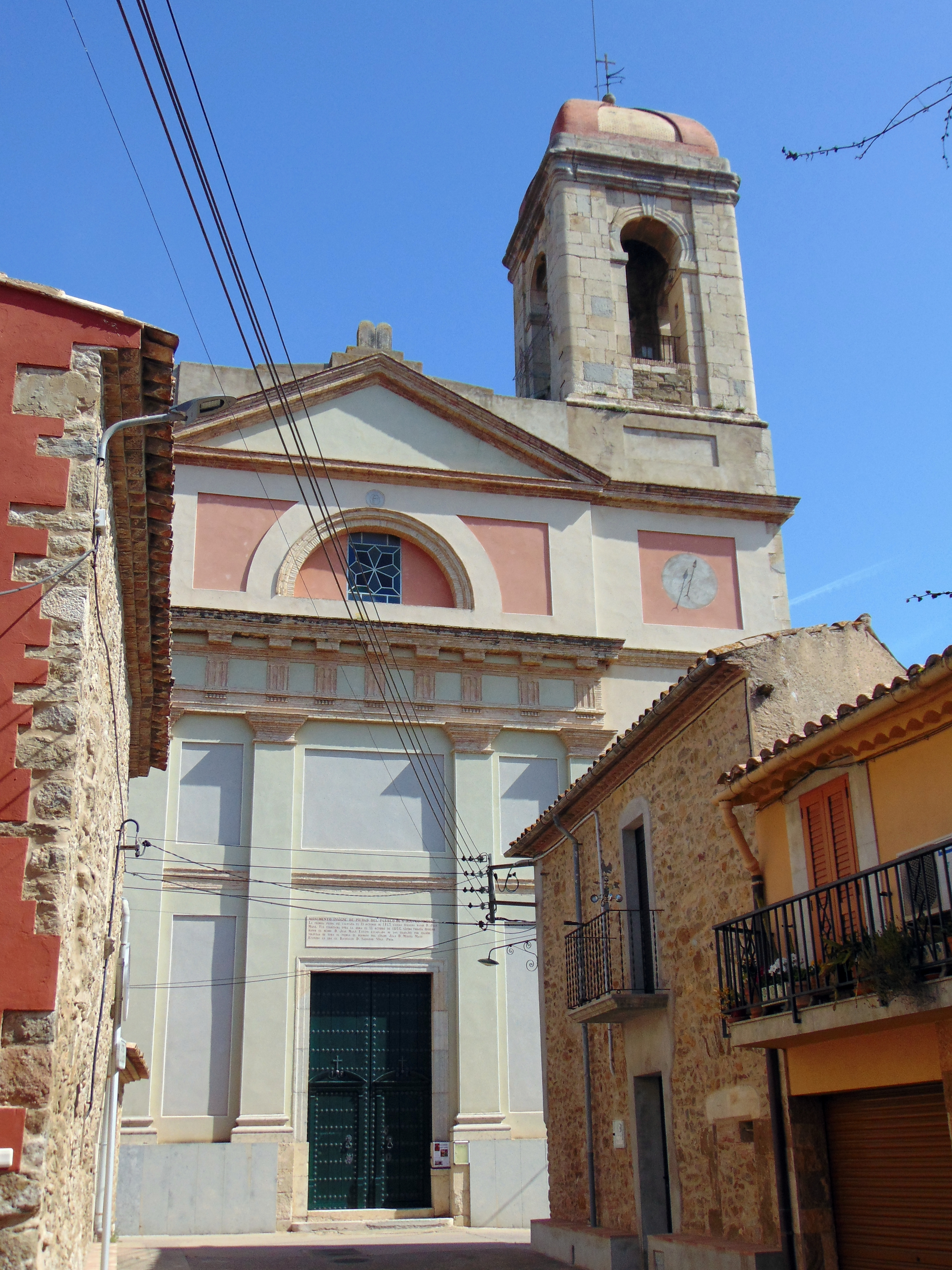
Façana

És de planta rectangular amb una nau central més ampla i absis semicircular i dues naus laterals amb petites capelles adossades al mur perimetral. L'estructura interior de l'edifici remarca la forma de creu llatina, amb pilars de gran alçada que sostenen la coberta amb voltes de canó, decorades amb motius florals i geomètrics i una cúpula en el creuer.
Les naus laterals estan cobertes amb voltes apuntades de quatre punts. Totes les columnes descansen sobre un basament cúbic i tenen el fust llis i el capitell dòric. Són revestides amb guix planxat al foc imitant el marbre. La unió entre la volta de canó i les columnes es realitza mitjançant una àmplia cornisa de remat que envolta el recinte. La façana principal és feta amb pedra de riu i arrebossada. És molt senzilla, amb quatre pilastres, un entaulament i un frontó triangular.

## Història
En una llosa de marbre de sobre la porta principal hi ha una inscripció que diu: la primera pedra fou col·locada el 11-10-1847, essent obrer Major Joan Masó. Es va acabar l'11-10-1866 amb el mateix obrer major. L'encarregat de l'obra fou Miquel Masó, germà de l'anterior. L'ecònom va ser el batxiller Salvador Viñas. L'actual edifici fou bastit sobre les restes de l'antiga església.
El lloc és conegut ja l'any 844 i sabem que la parròquia i bona part del municipi eren de la Mitra de Girona. A l'interior del Temple s'hi troba una antiga tomba a la qual es pot llegir "Sepultura de Antich Masó de Mollet i dels seus. Any 1584". L'actual altar és una copia del que hi havia abans de la Guerra Civil; fou construït el 1936.